# BLAZE (KOTOKO의 노래)
《BLAZE》는 KOTOKO의 메이져 11번째 싱글이다

## 개요
- 전작의 싱글로부터 약 3개월 만의 싱글
- 제네온 엔터테인먼트를 통해 2008년 3월 12일에 통상판과 초회한정판 2종류가 발매되었다.
- 4집 앨범 《엡실론의 방주》에 〈BLAZE〉가 수록되어 있다.

## 트랙 리스트
1. BLAZE [5:04]
작사 : KOTOKO/작곡・편곡 : 다카세 가즈야
  - MBS・TBS계 텔레비전 애니메이션 《작안의 샤나 II》 후기 오프닝 주제가
2. Sociometry [4:44]
작사 : KOTOKO/작곡・편곡 : C.G mix
  - MBS・TBS계 텔레비전 애니메이션 《작안의 샤나II》 후기 엔딩 주제가
3. BLAZE（instrumental）
4. Sociometry（instrumental）